# صادق صادق‌اف
صادق صادق‌اف (انگلیسی: Sadıq Sadıqov; ۹ نوامبر ۱۹۶۵ – ) مدیر کارآفرین اهل جمهوری آذربایجان است.
او در سال ۱۹۹۰ فارغ‌التحصیل دانشگاه فنی آذربایجان در گروه مکانیک شد. او مدیر اجرایی مجتمع سلامت ورزشی نفتچی، عضو اجرایی کمیته ملی المپیک و چهره افتخاری فرهنگ بدنی و ورزش است. از دسامبر ۲۰۰۹ میلادی، او رئیس نفتچی است.